# Joseph Wiseman
Joseph Wiseman (Montreal, 15 de maio de 1918 — Manhattan, 19 de outubro de 2009) foi um ator canadense, famoso por interpretar o vilão Dr. No, no primeiro filme de James Bond.
O ator morreu em sua casa em Manhattan aos 91 anos de idade.